# Carboneras de Guadazaón
Carboneras de Guadazaón es un municipio español de la provincia de Cuenca, en la comunidad autónoma de Castilla-La Mancha. Ubicado en la comarca de la Serranía Baja, tiene una población de 787 habitantes (INE 2024).

## Geografía
Integrado en la comarca de Serranía Baja, se sitúa a 45 km de la capital provincial. El término municipal está atravesado por la carretera nacional N-420 entre los pK 470 y 477, además de por la carretera autonómica CM-2109, que se dirige a Cardenete, y por una carretera local que permite la comunicación con Pajarón. 
El relieve del municipio es el propio de la comarca, ocupando un territorio comprendido entre los ríos Guadazaón y Cabriel. La altitud oscila entre los 1177 m (pico Parada) al sureste y los 950 m al este. El pueblo se alza a 1061 m sobre el nivel del mar. Limita con los términos municipales de los siguientes pueblos de la provincia de Cuenca: Cañada del Hoyo, Pajarón, Villar de Olalla, Pajaroncillo, Reíllo, Villar del Humo, Arguisuelas y Cardenete.

## Historia

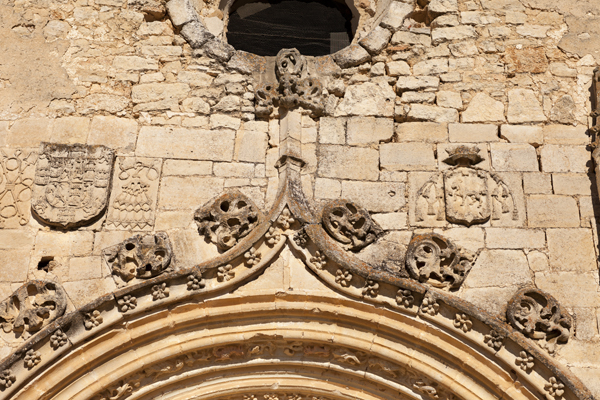
Detalle de la portada de la iglesia-panteón de los marqueses de Moya, declarada bien de interés cultural

De finales de la Edad de Bronce fue hallada una espada, una punta de flecha y unos puñales, catalogados todos ellos con el nombre de la población.  También fue hallada una urna de incineración, entre diversos restos cerámicos, en una necrópolis de la II Edad de Hierro. También existen datos relacionados con la cultura cartaginesa al haberse encontrado monedas de cecas cartaginesas en la terracota de Carboneras. En su término municipal existen tres yacimientos arqueológicos correspondientes al Neolítico: la Casa del Turrón, donde se encontraron hachas; el Cerrito de la Arena, donde se hallaron mazos; y Cantosares, donde se hallaron diversos objetos. 
En el pasado hubo un convento de Dominicos, del que se conserva la iglesia-panteón de los marqueses de Moya. Se conserva una iglesia consagrada a Santo Domingo de Silos cuyos antecedentes más antiguos datan del siglo XIII aunque ha sido remodelada hasta el siglo XIX, por lo que conserva varios tipos de construcción. Destaca la portada isabelina y las tres naves mudéjares.

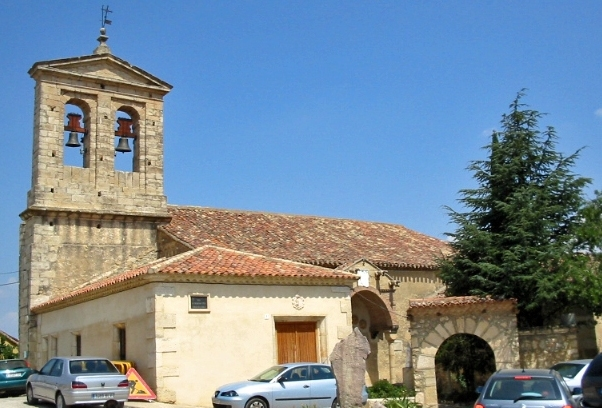
Iglesia de Santo Domingo de Silos

Hasta la reforma de la nomenclatura municipal de 1916 el municipio se llamaba simplemente Carboneras. En dicha fecha su nombre fue modificado por el de Carboneras de Guadazaón.

## Etimología
Parece ser que la población primitivamente era una aldea de cabañas donde vivían los carboneros que se dedicaban a la explotación y comercialización del carbón vegetal, obtenido mediante la combustión en hornos de la madera, de encinas principalmente, de ahí su nombre, proveniente del latín carbo, -onis, carbón. Otra versión más aventurera y romántica explica que durante el siglo VIII, un caudillo árabe en guerra al pasar por estas tierras incendió todo cultivo y población, de ahí el nombre de carbón eras. El sobrenombre de Guadazaón es motivado por el paso del río Guadazaón muy cerca de la población, y se le dio para distinguirla de otras localidades con el mismo nombre. Dicha denominación proviene del árabe "Guad" (Wad), río o valle, y "azaón" (as-aín), fuente, por lo que su traducción podría ser "Río de las Fuentes".

## Demografía
Carboneras de Guadazaón cuenta con una población de 787 habitantes (INE 2024).
| Gráfica de evolución demográfica de Carboneras de Guadazaón entre 1842 y 2021 |
| |
| Población de derecho según los censos de población del INE Población de hecho según los censos de población del INEEn estos censos se denominaba Carboneras: 1842, 1857, 1860, 1877, 1887, 1897, 1900 y 1910 |

## Administración
| Periodo   | Nombre                  | Partido |
| --------- | ----------------------- | ------- |
| 1979-1983 | Anselmo Ramos Real      | UCD     |
| 1983-1987 | Anselmo Ramos Real      | Liberal |
| 1987-1991 | Anselmo Ramos Real      | UCD     |

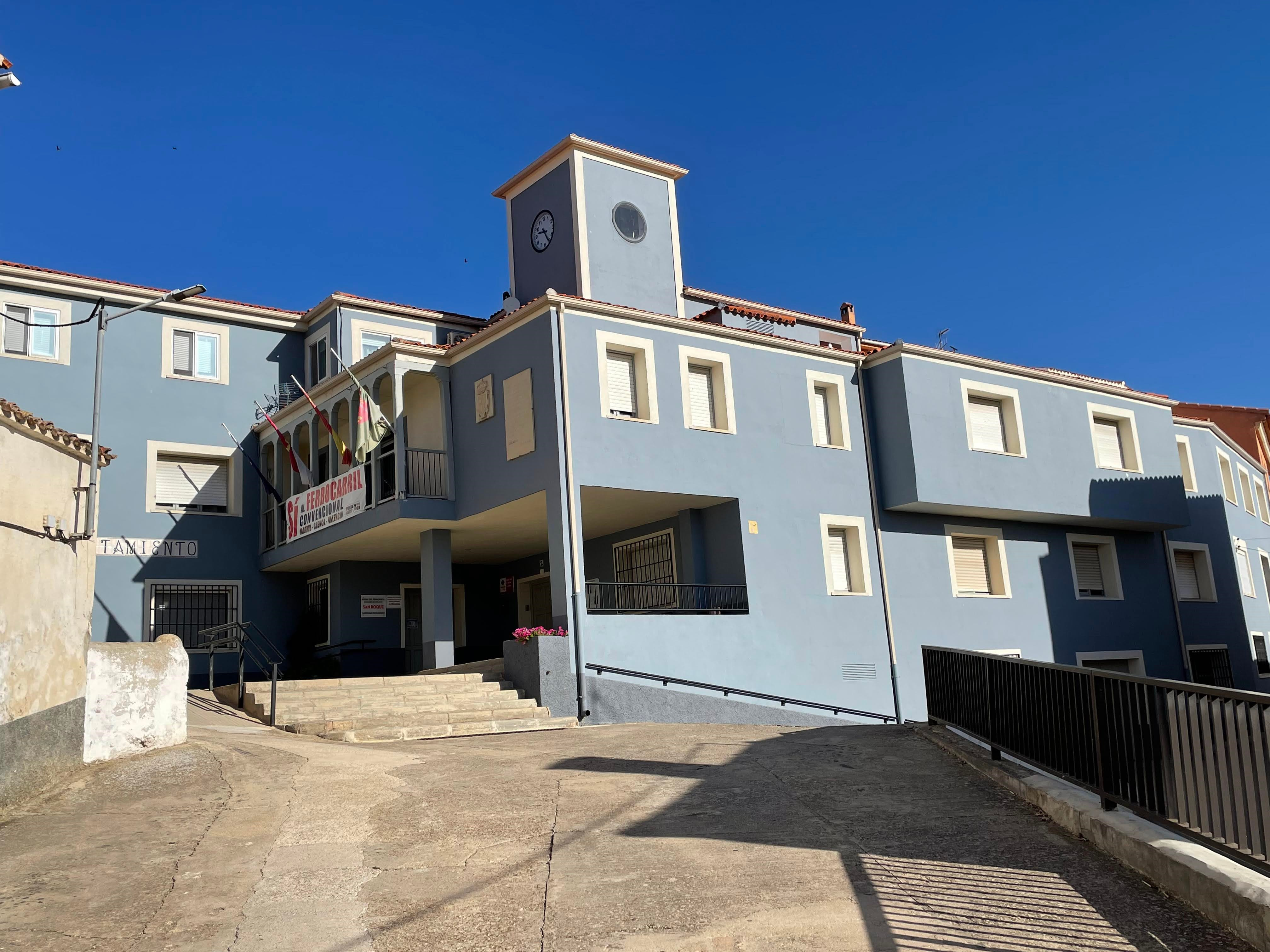
Ayuntamiento de Carboneras de Guadazaón

| 1991-1995 | Julio Fernández Herráiz | CDS     |
| 1995-1999 | Julio Fernández Herráiz | PSOE    |
| 1999-2003 | Julio Fernández Herráiz | PSOE    |
| 2003-2007 | Julio Fernández Herráiz | PSOE    |
| 2007-2011 | José Luis Eslava Eslava | PP      |
| 2011-2015 | José Luis Eslava Eslava | PP      |
| 2015-2019 | María Isabel Gil Gómez  | PSOE    |
| 2019-2023 | Carlos Arteche Andrés   | PP      |
| 2023-act. | Carlos Arteche Andrés   | PP      |

Tras las elecciones municipales celebradas el 28 de mayo de 2023, el PP, encabezado por Carlos Arteche Andrés, consiguió 380 votos y 6 concejales y el PSOE, encabezado por María Isabel Gil Gómez, obtuvo 1 concejal y 113 votos. Carlos Arteche fue reelegido alcalde tras los comicios.